# Castaways
Castaways – hotel i kasyno, funkcjonujące przy bulwarze Las Vegas Strip w Las Vegas, w stanie Nevada, w latach 1963–1987.

## Historia
Teren, na którym wybudowano Castaways, pierwotnie zajmowany był przez powstały w 1931 roku Red Rooster Nite Club. Klub ten został zniszczony przez pożar w 1933 roku, a następnie odbudowany. W 1942 roku w sąsiedztwie Red Rooster powstał San Souci Auto Court, który następnie stał się własnością Sans Souci Hotel, Inc. Korporacja w 1957 roku otworzyła w jego miejscu hotel Sans Souci Hotel. W latach 60. obiekt wpadł w problemy finansowe i zmienił właściciela, co spowodowało, że Sans Souci Hotel zyskał nową nazwę – Oliver's New Castaways Casino.
W lutym 1970 roku Castaways został odsprzedany za 3 miliony dolarów Howardowi Hughesowi. W lipcu 1987 roku nowym właścicielem Castaways, a także pobliskich obiektów, został inwestor Steve Wynn. Castaways zakończył działalność i został wyburzony, a w jego miejscu stanąć miał nowy kompleks rozrywkowy, znany pod roboczą nazwą Golden Nugget on the Strip. Ostatecznie, 22 listopada 1989 roku, nastąpiło oficjalne otwarcie Mirage, który powstał w miejscu zajmowanym w przeszłości przez Castaways.